# 文家永
文家永（Man Ga Wing Daniel，1994年7月29日—），生於威爾斯，港威混血兒，香港足球運動員，司職進攻中場，父親是香港人而母親則為威爾斯人，現時效力香港超級聯賽球會港會。

## 早年生活
文家永生於威爾斯，其父親是香港人而母親則為威爾斯人，而他在不足一歲時移居香港並就讀香港加拿大國際學校，後來他於8歲開始接觸足球並加入港會青年軍，直到他17歲時到英國升讀大學並修讀商業，而他順理成章加入大學校隊，
隨後他與幾名校隊球員獲校隊教練推薦下，到西班牙的南部的丙組B聯賽試腳，結果他經過季前集訓後，便加盟西丙球會馬貝拉旗下的B隊馬貝拉聯，惟前往西班牙前，球隊都主張長傳急攻的傳統英式踢法，可是到西班牙後，卻要效仿巴塞隆拿的地面組織，而結果他憑著其堅持在球會獲得不少正選機會，同時由起初獲教練安排的防守中場位置轉換到進攻中場，
直到2016年1月23日，文家永再與西丙球會聖柏度簽約，並在三月時獲一隊教練提供由U23梯隊提升至一隊以及續約機會，惟他在季前參與操練時被告知繼續留隊的工資或比回流香港球壇低，結果他考慮薪酬問題後選擇於2016年8月尾回港發展。

## 球會生涯

### 港會
可惜當時各間港超球會已經接近組軍完成都無意即時與他簽約，適逢母會港會以半職業姿態升班挑戰港超聯，結果他回歸港會並在9月9日對和富大埔的第二場聯賽，即獲正選機會並踢足全場，可惜結果港會以1–2落敗，直到2017年1月，他到港超聯球會理文流浪跟操，而結果雙方連合約都商量好但交易最後擱置，隨後他在2月17日對R&F富力的聯賽，於78分鐘門前撞射破網錄得職業生涯首球，惟最終港會以3–4落敗，
而他於職業生涯首季在各項賽事上陣20場錄得1球。

### 理文
結果港會在20場中的聯賽錄得2勝18負的成績，並宣佈護級失敗需降回甲組作賽，而文家永於球季完結後，獲多間港超聯球會主動邀請加盟，結果他選擇轉會新成立的港超聯球會理文並獲球會給予具代表性的10號球衣，成為港超最年輕的10號球員，而他在2017年9月10日對陽光元朗的首場聯賽，獲正選機會並踢足全場，可惜結果理文以0–1落敗。

### 深水埗
2019-20赛季下半季，文家永签约加盟香港次级联赛球隊深水埗。

### 港会
2023年7月29日，文家永重返顶级联赛，加盟香港足球会。

## 球場以外
文家永在中學期間與有葡萄牙血統的同學Charmaine發展成情侶，不過他們拍拖不久便因要各自到英國和美國升學而分隔兩地。直到Charmaine在美國完成美術設計課程回港後，她加盟雞糊欖球隊並獲邀隨香港女子欖球隊訓練。
文家永在轉會馬貝拉聯後暫停大學課程，至回港後在香港中文大學完成學位，在他回港加盟港會後，由於球會仍是半職業身份，故他選擇做兼職教師在啟新書院教體育。

## 外部連結
- 香港足球總會網頁球員註冊資料 （页面存档备份，存于）